# Damat Ibrahim
Damat Ibrahim Pasha, törökül: Damat İbrahim Paşa, szerb-horvátul: Damat Ibrahim-paša (? –) oszmán katonai parancsnok és államférfi, aki háromszor töltötte be a nagyvezíri tisztséget. Nagykanizsa meghódítójaként ismert.

## Élete
1517. május 28-án született a boszniai Domislicán, majd az Oszmán Birodalom több városában is katonai iskolába járt, mielőtt besorozták az oszmán hadseregbe. Érettségi után az oszmán seregben szolgált majd később, az 1596. októberi keresztesi csata idején tevékeny szolgálatot teljesített, III. Mehmed szultán vezetése alatt pedig 1601-ben bekövetkezett haláláig nagyvezíri posztot töltött be.
Damat ("vőlegény") címmel is illették, mert az Oszmán dinasztia vőlegénye volt, feleségül vette Aysét, a szultán egyik lányát. Nem tévesztendő össze sem Pargali Ibrahim pasával, Nagy Szulejmán illusztris nagyvezírjével, sem az oszmán udvar másik devşirméjével és "Damatával", sem Nevşehirli Damat Ibrahim pasával, aki a 18. század elején, a tulipánkor idején töltötte be hivatalát.

## Forrás
- Nezihi Aykut: Damad İbrahim Paşa. In: Türkiye Diyanet Vakfı İslâm Ansiklopedisi. Band 8, Istanbul 1993, S. 440f.